# Municipalità distrettuale di Sarah Baartman
La municipalità distrettuale di Sarah Baartman (in inglese Sarah Baartman District Municipality) è un distretto della provincia del Capo Orientale  e il suo codice di distretto è DC10.
La sede amministrativa e legislativa è la città di Port Elizabeth e il suo territorio si estende su una superficie di 58.243 km².
Fino al 2015 era chiamato municipalità distrettuale di Cacadu  (in inglese Cacadu District Municipality).

## Geografia fisica

### Confini
La municipalità distrettuale di Sarah Baartman confina a nord con quella di Pixley ka Seme (Provincia del Capo Settentrionale), a nord e a est con quella di Chris Hani, a est est con quella di Amatole, a sud con il municipio metropolitano di Nelson Mandela e con l'Oceano Indiano e a ovest con quelle di Eden e Central Karoo (Provincia del Capo Occidentale).

### Suddivisione amministrativa
Il distretto è suddiviso in 7 municipalità locali:
- Blue Crane Route;
- Kou-Kamma;
- Kouga;
- Makana;
- Ndlambe;
- Sundays River Valley;
- Dr Beyers Naudé, costituitasi nel 2016 dalla fusione di tre distinte municipalità locali (Baviaans, Camdeboo e Ikwezi).